# Le robe che ha detto Adriano
Le robe che ha detto Adriano è una raccolta di Adriano Celentano, pubblicata dall'etichetta Clan Celentano nel 1969.

## Storia
Dopo il mancato successo dell'album precedente, Adriano rock, si torna alla consolidata formula precedente, con un altro disco che riprende vecchi titoli su 45 giri e canzoni nuove che saranno poi pubblicate come singoli. Nella discografia ufficiale è catalogato fra le raccolte, e questa caratterizzazione antologica è confermata dalla presenza sull'album di molti brani già editi, tra cui Il ragazzo della via Gluck, Chi era lui, Mondo in mi 7ª e Una festa sui prati, addirittura pubblicati tre anni prima e con gli ultimi due mai editi su album in precedenza. Altri inediti su album, ma coevi, sono Storia d'amore e Lirica d'inverno, insieme ai rispettivi secondi lati dei singoli: Straordinariamente e L'uomo nasce nudo.
Ristampato dal Clan Celentano in stereofonia nel 1972 su LP e nel 1987 su tutti i supporti (LP CLN 20692, MC 30 CLN 20692), compreso Compact Disk (CDS 6070). Rimasterizzato su CD in analogico nel 1991 (9031-70206-2) e in digitale nel 2012 (3259130004953).
Alla ristampa su CD del 1995 (SP 60812) è stata aggiunta la bonus track Se sapevo non crescevo, lato B del singolo Viola del 1970.

## Copertina
In copertina compare un disegno di Gianni Zanini raffigurante una quercia senza foglie e un uomo coricato ai suoi piedi, lo stesso del singolo Lirica d'inverno. Sul retro il disegno di Celentano già utilizzato come copertina per il 45 giri Storia d'amore.

## Brani
- Lirica d'inverno
Lato principale del secondo 45 giri estratto dall'album, il testo è riportato sulla copertina dell'album stesso. Il suo retro L'uomo nasce nudo tratta temi religiosi.

- La storia di Serafino
Canzone proveniente dalla colonna sonora dell'omonimo film diretto da Pietro Germi in cui Celentano interpreta la parte del pastore Serafino. Il retro del singolo, La pelle, è una nuova versione del brano intitolato Il grande sarto, presente nell'album Adriano rock dell'anno precedente, di cui mantiene il testo di argomento religioso.[3]

- Storia d'amore
Pezzo che trascina l'album e riscuote un successo clamoroso. Lato A del singolo pubblicato contemporaneamente all'album, rimane un mese al primo posto della hit parade (14 giugno - 4 luglio) e in classifica tra le prime dieci per 18 settimane (dal 7 giugno al 10 ottobre).[4] Sarà il secondo singolo più venduto del 1969.[5]

## Tracce
L'anno indicato è quello di pubblicazione del singolo.

Tutti i testi sono di Luciano Beretta e Miki Del Prete, eccetto ove indicato.
1969 - LP originale, 1987 - CD
Lato A
1. Lirica d'inverno – 3:55 (musica: Adriano Celentano, Nando de Luca) – 1969
2. Un bimbo sul leone – 3:36 (musica: Gino Santercole, e Nando de Luca) – 1968
3. Chi era lui – 2:49 (testo: Miki Del Prete, Mogol – musica: Paolo Conte) – 1966
4. La storia di Serafino – 3:54 (musica: Adriano Celentano, Carlo Rustichelli) – 1969
5. Straordinariamente – 3:51 (testo: Luciano Beretta – musica: Gino Santercole, Nando de Luca) – 1969
6. Il ragazzo della via Gluck – 4:15 (musica: Adriano Celentano, Mariano Detto) – 1966

Lato B
1. Storia d'amore – 4:55 (musica: Adriano Celentano, Nando de Luca) – 1969
2. Napoleone, il cowboy e lo zar (Thirteen Women (And Only One Man in Town)) – 2:48 (musica: Dickie Thompson, Rusty Keefer) – 1968
3. Una festa sui prati – 3:17 (testo: Luciano Beretta, Miki Del Prete, Mogol – musica: Adriano Celentano, Mariano Detto) – 1966
4. Mondo in mi 7ª – 6:10 (testo: Luciano Beretta, Miki Del Prete, Mogol – musica: Adriano Celentano, Mariano Detto) – 1966
5. L'uomo nasce nudo – 4:57 (musica: Roberto Negri, Giuseppe Verdecchia) – 1969
6. La pelle – 3:10 (musica: Gino Santercole, Nando de Luca) – 1969

Bonus track, 1995 - CD (SP 60812)
1. Se sapevo non crescevo – 3:51 (testo: Luciano Beretta, Miki Del Prete – musica: Gino Santercole, Nando de Luca) – 1970

Durata totale: 51:28

## Formazione
- Adriano Celentano - voce

- I Ribelli - tutti gli strumenti in A3, A6, B3 e B4

Altri musicisti
- Roberto Negri - arrangiamenti e direzione d'orchestra in L'uomo nasce nudo e Se sapevo non crescevo
- Detto Mariano - arrangiamenti e direzione d'orchestra in A3,A6,B3,B4
- Nando de Luca - arrangiamenti e direzione d'orchestra negli altri brani